# Steegen
Steegen là một đô thị ở huyện Grieskirchen bang Oberösterreich, nước Áo. Đô thị này có diện tích 13,2 km², dân số thời điểm ngày 31 tháng 12 năm 2005 là 1058 người.